# 대한민국 형사소송법 제195조
대한민국 형사소송법 제195조는 검사의 수사에 대한 형사소송법의 조문이다.

## 조문
제195조(검사의 수사) 검사는 범죄의 혐의 있다고 사료하는 때에는 범인, 범죄사실과 증거를 수사하여야 한다.

第195條(檢事의 搜査) 檢事는 犯罪의 嫌疑 있다고 思料하는 때에는 犯人, 犯罪事實과 證據를 搜査하여야 한다.

## 참고 문헌
- 손동권 신이철, 새로운 형사소송법(초판, 2013), 세창, 2013. ISBN 9788984114081

## 같이 보기
- 검사
- 수사